# Pterolophia hirsuta
Pterolophia hirsuta är en skalbaggsart som beskrevs av Stefan von Breuning 1943. Pterolophia hirsuta ingår i släktet Pterolophia och familjen långhorningar.
Artens utbredningsområde är Laos. Inga underarter finns listade i Catalogue of Life.